# Centrum Kultury Katowice im. Krystyny Bochenek

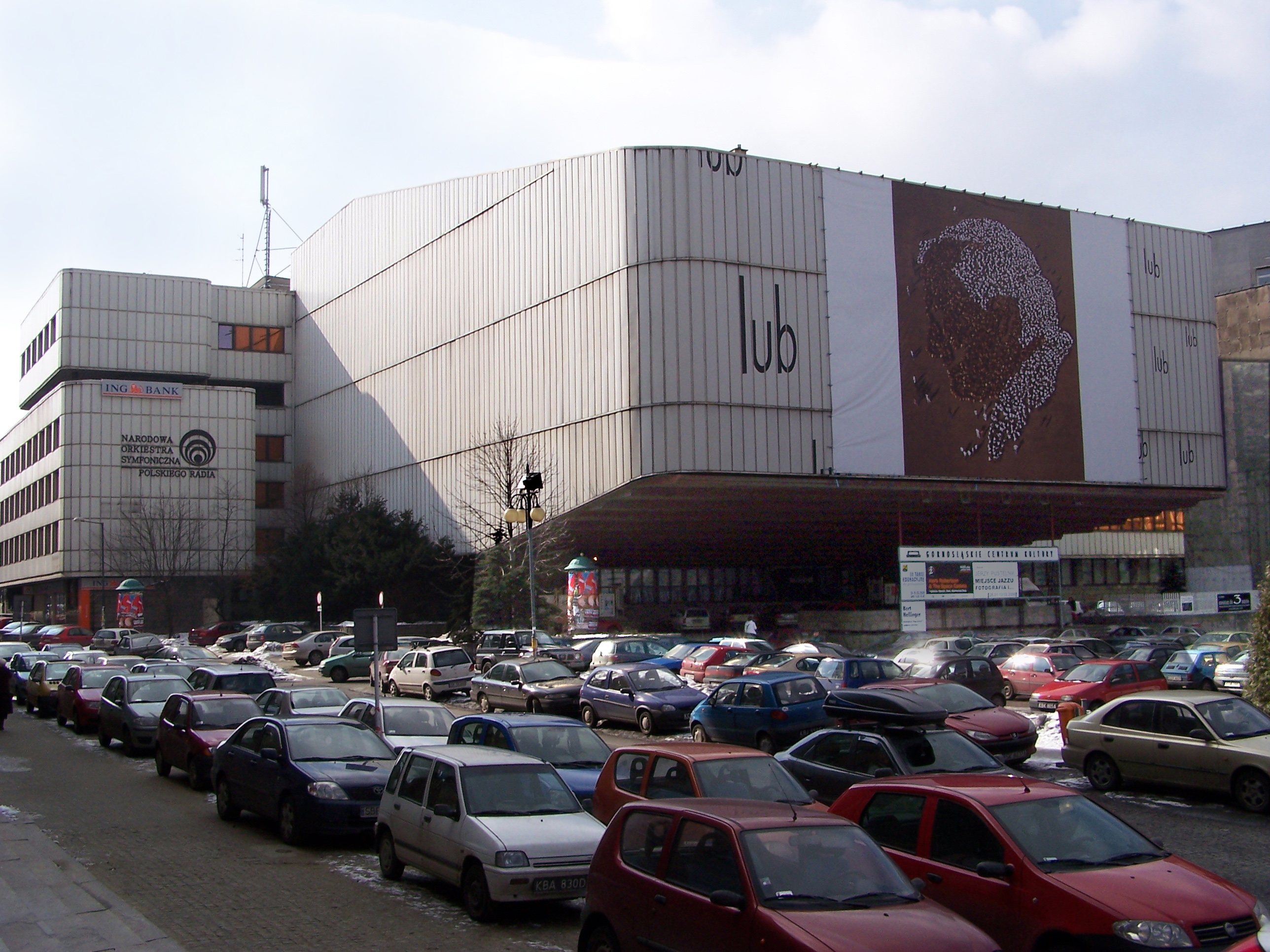
Siedziba dawnego Centrum Kultury Katowice im. Krystyny Bochenek

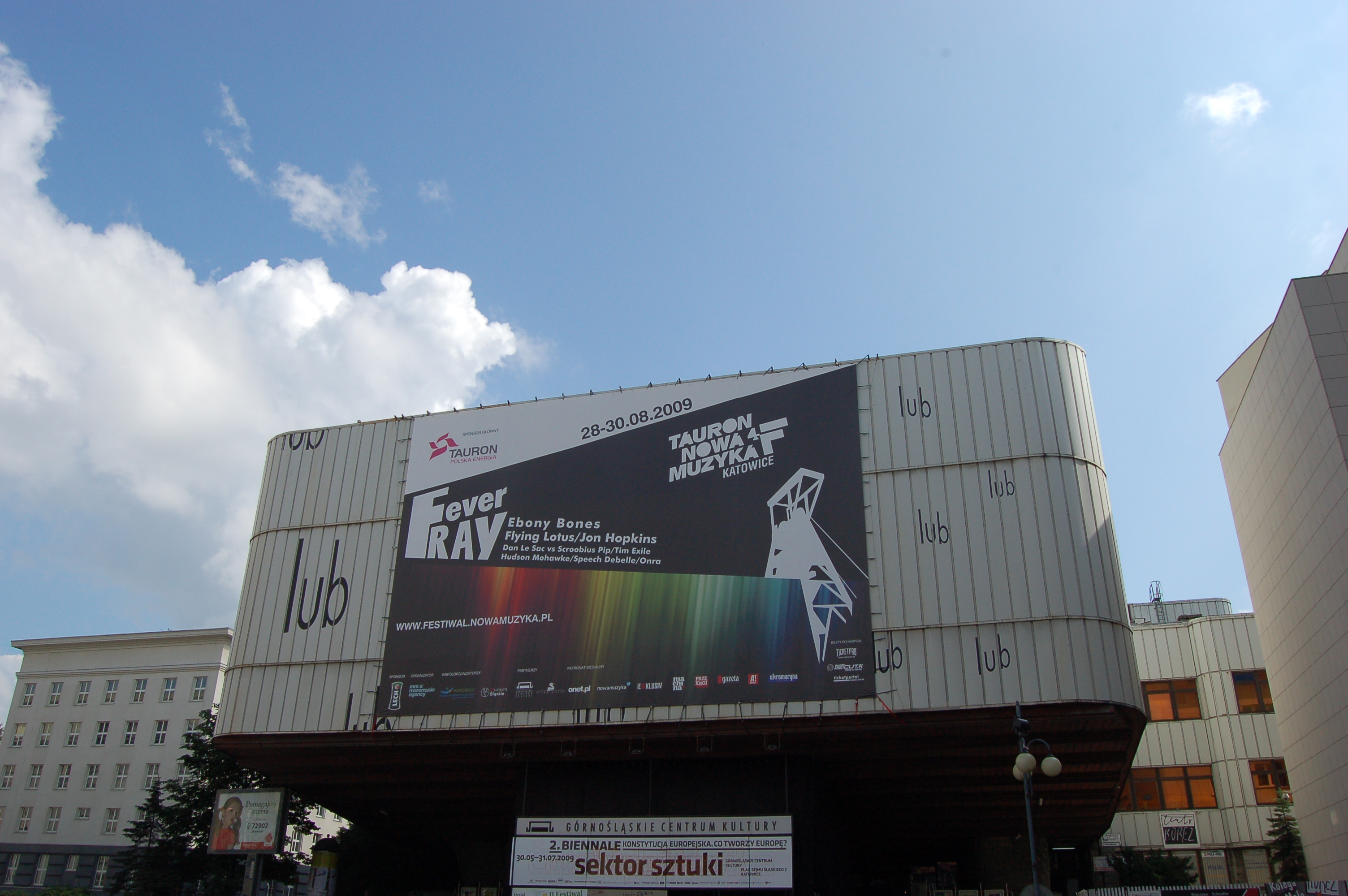
Siedziba dawnego Centrum Kultury Katowice im. Krystyny Bochenek

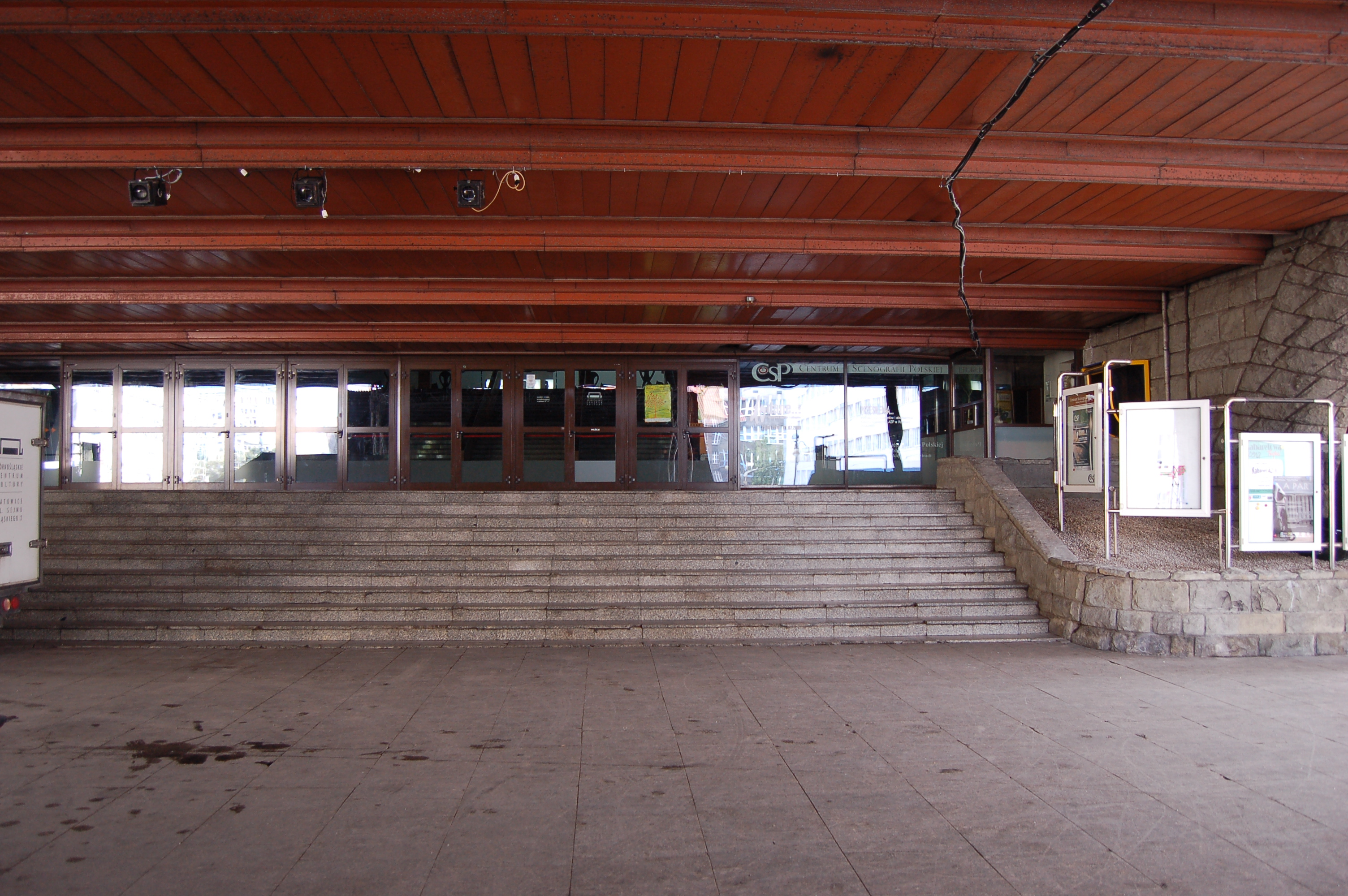
Wejście do dawnego Centrum Kultury Katowice im. Krystyny Bochenek

Centrum Kultury Katowice im. Krystyny Bochenek – instytucja kultury w Katowicach, przekształcona od 1 lutego 2016 roku w Katowice – Miasto Ogrodów.
Centrum Kultury Katowice powstało 1 lipca 2010 roku w wyniku połączenia Górnośląskiego Centrum Kultury i Estrady Śląskiej. Przez połączenie z dawną Instytucja Kultury Katowice-Miasto Ogrodów przekształcone zostało w Katowice Miasto Ogrodów - Instytucję Kultury im. Krystyny Bochenek.

## Działalność Centrum Kultury Katowice
Centrum Kultury Katowice miało kontynuować misję zarówno Górnośląskiego Centrum Kultury, jak i Estrady Śląskiej, stawiając sobie za cel: 
- upowszechnianie kultury i sztuki
- aktywizację i promocję twórców i środowisk twórczych - zarówno lokalnych, krajowych, jak i zagranicznych
- edukację artystyczną dzieci i młodzieży
- animowanie życia kulturalnego regionu poprzez organizację szeregu imprez, koncertów, festiwali, konferencji spotkań autorskich i warsztatowych.

## Imprezy, które były organizowane przez Centrum Kultury Katowice
- zainicjowane przez Górnośląskie Centrum Kultury:
  - Międzynarodowy Festiwal Muzyki Improwizowanej oraz całoroczny cykl koncertów JaZZ i okolice
  - program artystyczno-edukacyjny dla dzieci "Future Artist"
  - warsztaty muzyczne dla dzieci i młodzieży "Muzyczna Scena Kameralna"
  - warsztaty teatralne dla dzieci i młodzieży LATO W TEATRZE we współpracy z Instytutem Teatralnym im. Z. Raszewskiego w Warszawie
  - działania kulturalno-oświatowe "Ośrodek Edukacji Kulturowej"
  - Letni Ogród Teatralny we współpracy z Teatrem Korez
  - Kwartalnik Kulturalny Opcje
- zainicjowane przez Estradę Śląską:
  - Cykl koncertów promenadowych "Od Bacha do Beatlesów"
  - Ogólnopolski Festiwal Sztuki Reżyserskiej "Interpretacje"
  - Ogólnopolski Konkurs Ortograficzny "Dyktando"
  - Gala Ambasador Polszczyzny i Kongres Języka Polskiego
  - Katowickie Spotkania Opery, Baletu i Operetki
  - Katowickie Spotkania Kolędowe
  - Wielki Piknik Dzieci Miasta Katowice

## Struktura
W ramach Centrum działały:
- Kwartalnik Kulturalny Opcje
- Galerie autorskie: Engram, Sektor I, Piętro Wyżej, Pusta oraz Galeria 5, Galeria Pojedyncza i Galeria Ściana Sztuki Dziecka

## Siedziba
W gmachu dawnego Centrum Kultury Katowice przy pl. Sejmu Śląskiego 2, znajdowały się:
- Redakcja Lokalnego Miejskiego Przewodnika ULTRAMARYNA
- Narodowa Orkiestra Symfoniczna Polskiego Radia
- Teatr KOREZ
- Jazz Club Hipnoza
- Synergia Club